# Scilla (cannoniera)
La Regia Nave Scilla è stata una cannoniera della Regia Marina della Classe Cariddi, in servizio tra il 1876 e il 1903.

## Progetto
Le unità di questa classe realizzate su progetto di Benedetto Brin, direttore del Genio Navale, erano il frutto di una corrente di pensiero, molto dibattuta insieme a quella della difesa delle coste, che sosteneva che fosse primaria funzione della Regia Marina la costruzione, oltre che di unità della forza navale da battaglia, anche quella di navi da crociera, queste ultime quali strumenti utili per l’espansione coloniale e la difesa degli interessi e del prestigio nazionale sui mari del mondo.

## Caratteristiche
Le unità di questa classe avevano scafo in legno con corazzatura in ferro. La propulsione era costituita da due caldaie, alimentate a carbone, che fornivano il vapore necessario ad una motrice alternativa, dalla potenza di 835 HP, che azionando l'unica elica permettevano di raggiungere una velocità massima di 10 nodi. L'armamento velico ausiliario era da brigantino a palo con trinchetto e maestra a vele quadre, e albero di mezzana e bompresso a vele auriche.
L'armamento era inizialmente costituito da un cannone da 160 mm ad avancarica e due cannoni da 120 mm a retrocarica, venne implementato nel 1883 con due cannoni da 75 mm a retrocarica e da due mitragliere da 25 mm a canne quadruple.

## Servizio
La nave, realizzata nel Regio cantiere navale di Castellammare di Stabia, varata il 10 ottobre 1874, e completata nel 1876, è entrata in servizio a Napoli il 2 maggio dello stesso anno al comando del capitano di fregata Vincenzo Casamarte. La nave, iscritta nel Naviglio Militare come cannoniera a elica, con l'occupazione di Massaua venne impiegata dal Servizio Idrografico per il rilievo di quel porto e della baia.
Nel 1882 venne inviata in Sud America, operando come nave stazionaria tra il Brasile e il Perù, insieme alla pirofregata Governolo e alla pirocorvetta Archimede.

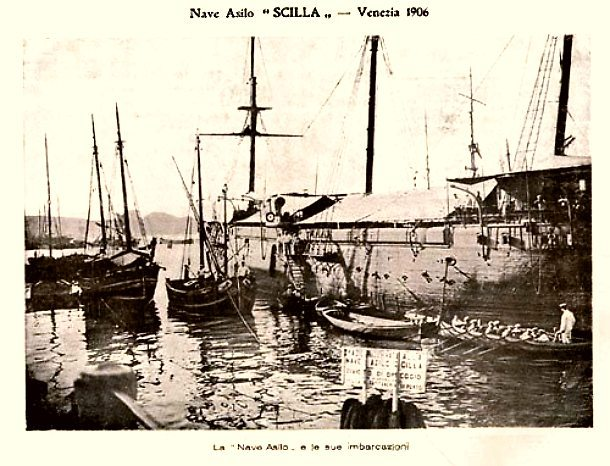
La nave dopo la riconversione a nave asilo

Trasformata in nave idrografica nel 1891, in quello stesso anno venne nuovamente inviata nel Mar Rosso per una campagna idrografica con lo scopo di completare i rilievi costieri a Massaua, nel Golfo di Zula e nelle Isole Dahlak, partecipando a tre successive campagne fino al 1895, quando, assegnata alla Divisione Navale del Mar Rosso, composta, oltre che dall'unità, dalle navi Etna, Etruria, Caprera e Curtatone, svolse con compiti di repressione della pirateria e del traffico degli schiavi, attività molto attive in quei mari, in uno degli incarichi più importanti delle unità che operavano nel Mar Rosso.
Nel 1896 la squadra composta dalle navi Aretusa, Caprera, Curtatone, Scilla, Etna, Etruria, Vesuvio e Veniero, effettuò numerose crociere di vigilanza contro la pirateria e nella repressione del contrabbando, spingendosi fino a Zanzibar.
L'unità, andata in disarmo nel 1903 e radiata dai quadri del Naviglio Militare il 22 maggio 1904, l'11 luglio 1905 venne data in concessione alla "Società Regionale di Pesca ed Acquicoltura" di Venezia che ne fece, con il concorso degli enti locali del litorale adriatico, una nave asilo con annessa scuola elementare per gli orfani dei pescatori e ormeggiata alle Zattere, accolse minori di età compresa da nove anni ai quattordici, ospitando in seguito anche orfani di marinai periti nel terremoto di Messina del 1908.
Nel 1923 con l'affermarsi in Italia del regime fascista tutte le navi italiane destinate ad asilo e scuole entrarono a far parte dall'Opera Nazionale Balilla e la nave Scilla, riconsegnata alla Regia Marina, venne avviata alla demolizione.
L'originale scuola dal 1952, per volontà del conte Vittorio Cini divenne il nuovo Istituto Professionale di Stato per le Attività Marinare "Giorgio Cini", ancora oggi attivo e rinomato Centro Marinaro di eccellenza.